# لیگ جوانان سوسیالیست ژاپن، جناح آزادیبخش
لیگ جوانان سوسیالیست ژاپن، جناح آزادیبخش (به ژاپنی: 日本社会主義青年同盟解放派) که معمولاً به اختصار کایهو-ها خوانده می‌شود، یک گروه مارکسیست افراطی ژاپنی در دهه‌های ۱۹۶۰ و ۱۹۷۰ و بخشی از چپ نوی ژاپن بود. کایهو-ها یک شاخه کارگران جوان و یک شاخه دانشجویی داشت. شاخه دانشجویی آنها «شورای دانشجویی ضد امپریالیست» (反帝学生評議会، هانتی گاکوسی هیوگیکای) نامیده می‌شد. آن‌ها هنگام درگیری تن به تن با دیگر گروه‌های رادیکال یا پلیس، کلاه آبی به سر می‌گذاشتند.
کایهو-ها نقش مهمی در چندین جنبش اعتراضی آن دوران، از جمله اعتراضات دانشگاهی ژاپن در ۱۹۶۸–۱۹۶۹ و مبارزه سانریزوکا علیه ساخت فرودگاه ناریتا داشت.

## پیش‌زمینه
در سال ۱۹۶۰، فدراسیون کشوری دانشجویی زنگاکورن در یک سلسله انشعابات ناشی از بحث‌های مناقشه‌آمیز دربارهٔ مقصر شکست اعتراضات گسترده آنپو برای جلوگیری از تصویب معاهده امنیتی آمریکا و ژاپن منحل شد. حزب سوسیالیست ژاپن (JSP) به امید به دست آوردن بخشی از جنبش دانشجویی در حال انشعاب در ژاپن، یک شاخه جوانان حزبی جدید به نام " لیگ جوانان سوسیالیست ژاپن " را تأسیس کرد شاسیدو) برای نهادینه کردن قطعه Zengakuren تحت کنترل فعالان دانشجویی وابسته به JSP. پس از آن، "شاسیدو زنگاکورن" یکی از چندین زنگاکورن بود که برای عنوان "زنگاکورن واقعی" رقابت می‌کرد.
با این حال، در سال ۱۹۶۴، خود شاسیدو بر سر پلتفرم حزب JSP یعنی «اصلاحات ساختاری» که برخی از فعالان جوان رادیکال احساس می‌کردند که بیش از حد تدریجی است، دچار انشقاق شد. آن دسته از فعالانی که طرفدار فشار فوری برای انقلاب سوسیالیستی بودند، از هم جدا شدند و در سال ۱۹۶۵ «جناح آزادیبخش» شاسیدی را تحت شعار «انقلاب پرولتاریای جهانی فوری» تشکیل دادند. این خاستگاه کایهو-ها بود.

## فعالیت‌ها
در سال ۱۹۶۶، کایهو-ها به دو فرقه دانشجویی رادیکال دیگر، چوکاکو-ها و باند دوم پیوست تا «سه جناح زنگاکورن» (سانپا زنگاکورن) را تشکیل دهد تا انقلابی فوری را از طریق اقدامات مستقیم خشونت‌آمیز دنبال کند.
در ۱۷ اکتبر ۱۹۶۷، کایهو-ها در تلاشی از سوی سانپا زنگاکورن برای جلوگیری فیزیکی، نخست‌وزیر ایزاکو ساتو از سفر به ایالات متحده برای ملاقات با رئیس‌جمهور ایالات متحده، لیندون جانسون، شرکت کرد که منجر به درگیری خشونت‌آمیز با پلیس شد که به کشته شدن یک فعال دانشجویی انجامید.
در سال‌های ۱۹۶۸ و ۱۹۶۹، کایهو-ها در تظاهرات دانشگاه‌های ژاپن در سال‌های ۱۹۶۸–۱۹۶۹ در دانشگاه‌های مختلف در سراسر ژاپن شرکت کرد.
از سال ۱۹۶۸ شروع شد و تا دهه ۱۹۸۰ ادامه یافت، کایهو-ها در مبارزه خشونت‌آمیز سانریزوکا علیه ساخت فرودگاه ناریتا که از ۱۹۶۸ تا دهه ۱۹۸۰ به طول انجامید، شرکت کرد.
در سال ۱۹۷۱، حزب سوسیالیست تمام روابط خود را با کایهو-ها قطع کرد و اعضای کایهو-ها را از حزب اخراج کرد.
کایهو-ها یک درگیری شدید و طولانی مدت با گروه رقیب چپ جدید کاکومارو-ها داشت. تا سال ۱۹۸۹، کایهو-ها حدود ۲۰ عضو کاکومارو-ها را کشت.

## انشعاب
در سال ۱۹۸۱، کایهو-ها به «انجمن کارگران انقلابی» (革命的労働者協会) و «شورای ملی فراکسیون آزادی» (解放派全国協議会) تقسیم شد.